# Ваднес-Гайтс (Міннесота)
Ваднес-Гайтс (англ. Vadnais Heights) — місто (англ. city) в США, в окрузі Ремсі штату Міннесота. Населення — 12 912 особи (2020).

## Географія
Ваднес-Гайтс розташований за координатами 45°3′19″ пн. ш. 93°4′20″ зх. д. / 45.05528° пн. ш. 93.07222° зх. д. (45.055370, -93.072352).  За даними Бюро перепису населення США в 2010 році місто мало площу 21,34 км², з яких 18,09 км² — суходіл та 3,26 км² — водойми.

### Клімат
| Клімат : Ваднес-Гайтс   | Клімат : Ваднес-Гайтс | Клімат : Ваднес-Гайтс | Клімат : Ваднес-Гайтс | Клімат : Ваднес-Гайтс | Клімат : Ваднес-Гайтс | Клімат : Ваднес-Гайтс | Клімат : Ваднес-Гайтс | Клімат : Ваднес-Гайтс | Клімат : Ваднес-Гайтс | Клімат : Ваднес-Гайтс | Клімат : Ваднес-Гайтс | Клімат : Ваднес-Гайтс | Клімат : Ваднес-Гайтс |
| Показник                | Січ.                  | Лют.                  | Бер.                  | Квіт.                 | Трав.                 | Черв.                 | Лип.                  | Серп.                 | Вер.                  | Жовт.                 | Лист.                 | Груд.                 | Рік                   |
| Середній максимум, °C   | −3,4                  | −0,6                  | 6,0                   | 14,7                  | 21,7                  | 26,7                  | 29,2                  | 27,8                  | 22,7                  | 15,2                  | 5,7                   | −1,8                  | 13,7                  |
| Середня температура, °C | −8,6                  | −5,9                  | 0,7                   | 8,9                   | 15,8                  | 20,9                  | 23,6                  | 22,2                  | 17,2                  | 10,1                  | 1,5                   | −6,3                  | 8,4                   |
| Середній мінімум, °C    | −13,8                 | −11,3                 | −4,6                  | 3,1                   | 10,0                  | 15,2                  | 17,8                  | 16,6                  | 11,6                  | 4,9                   | −2,8                  | −10,7                 | 3,1                   |
| Норма опадів, мм        | 20.3                  | 17.8                  | 40.6                  | 73.7                  | 94.0                  | 106.7                 | 111.8                 | 121.9                 | 83.8                  | 73.7                  | 45.7                  | 27.9                  | 812.8                 |
| ----------------------- | --------------------- | --------------------- | --------------------- | --------------------- | --------------------- | --------------------- | --------------------- | --------------------- | --------------------- | --------------------- | --------------------- | --------------------- | --------------------- |
| Джерело:                |                       |                       |                       |                       |                       |                       |                       |                       |                       |                       |                       |                       |                       |

## Демографія
Згідно з переписом 2010 року, у місті мешкали 12 302 особи в 5066 домогосподарствах у складі 3340 родин. Густота населення становила 576 осіб/км².  Було 5243 помешкання (246/км²).
Расовий склад населення:
| - 84,9 % — білих - 7,6 % — азіатів - 3,6 % — чорних або афроамериканців - 0,5 % — корінних американців - 1,1 % — осіб інших рас |

До двох чи більше рас належало 2,4 %. Частка іспаномовних становила 2,8 % від усіх жителів.
За віковим діапазоном населення розподілялося таким чином: 22,3 % — особи молодші 18 років, 65,4 % — особи у віці 18—64 років, 12,3 % — особи у віці 65 років та старші. Медіана віку мешканця становила 41,9 року. На 100 осіб жіночої статі у місті припадало 89,9 чоловіків;  на 100 жінок у віці від 18 років та старших — 86,6 чоловіків також старших 18 років.
Середній дохід на одне домашнє господарство  становив 86 278 доларів США (медіана — 71 518), а середній дохід на одну сім'ю — 104 698 доларів (медіана — 94 583). Медіана доходів становила 56 930 доларів для чоловіків та 50 657 доларів для жінок. За межею бідності перебувало 6,4 % осіб, у тому числі 9,2 % дітей у віці до 18 років та 2,7 % осіб у віці 65 років та старших.
Цивільне працевлаштоване населення становило 7047 осіб. Основні галузі зайнятості: освіта, охорона здоров'я та соціальна допомога — 27,5 %, виробництво — 14,8 %, роздрібна торгівля — 10,1 %, науковці, спеціалісти, менеджери — 9,8 %.